# 地中海扁隆頭魚
地中海扁隆頭魚，為輻鰭魚綱鱸形目隆頭魚亞目隆頭魚科的其中一種，分布於東大西洋區，從葡萄牙至摩洛哥海域，包括馬德拉群島及亞速群島，棲息深度1-50公尺，體長可達18公分，棲息在近海海草生長的沙泥底質海域，屬肉食性，以軟體動物、貝類、腹足類、海膽等為食，生活習性不明，可做為食用魚及觀賞魚。

## 擴展閱讀
維基物種上的相關：地中海扁隆頭魚